# Acalypha phyllonomifolia
Acalypha phyllonomifolia é uma espécie de flor do gênero Acalypha, pertencente à família Euphorbiaceae.